# 台湾労働党
台湾労働党（たいわんろうどうとう、台灣勞動黨、正式名称は勞動黨、以下「労働党」と記述）は1989年3月29日、工党が分裂して誕生した台湾の政党。中華民国第15番目の政党として登録された。労働党は党綱の中で「社会主義政党であり、平和、民主的な方法により労働者の権益を擁護し、社会主義を実現する」と主張している。現在の党主席は呉栄元、栄誉主席は林書揚および羅美文となっている。
労働党は台湾北部の知識人、1950年代の白色テロによる政治犯、労働組合等の労働者階級を主体とし、理想主義の性格が強い傾向で活動している。党幹部は左系労働運動幹部であり、一国二制度の方式による中台統一を主張しているが、政治経験が乏しく1989年以来立法委員選、国民大会代表選などに候補者を擁立しているが、これまで議席を獲得したことはない。なお2009年12月の地方選挙により、高偉凱が新竹県議会議員に当選している。
労働党の党綱で、党の性格としてプロレタリア階級の政党であり、労働者、農民、漁民の代弁者としてプロレタリア階級利権の保護者としての立場を確立している。また社会主義、社会正義の伸長と階級弱者の支持により、社会資源の合理的な分配により社会及び個人の発展を要求し、金権政治や官商と結託したブルジョア階級の形成反対を主張している。また経済衰退や社会不安の発生を防止するために、両岸関係の和解により内戦状態を終結させ、更に統一を視野に入れ、台湾には高度な自治を付与することで台湾の安定と繁栄を実現し、日米両国の帝国主義により喪失した自主発展の主体性を回復することも唱えている。
結党当時、労働党は台湾の野党の中で最も統一色が強く、また選挙方式についても就業人口に比例配分した代表者の選出など特異な主張も行なっているが、台湾政治の中では極めて少数派の主張である。2013年には統派を結集させた「促進中華民族和平統一政治団体連合会議」に労働党は参加し、元台湾陸軍士官学校校長・退輔会主任で新党顧問の許歴農によって共同声明が発表された。